# The Song Remains the Same (album)
The Song Remains the Same è il primo album dal vivo del gruppo musicale inglese Led Zeppelin, pubblicato nel 1976; è anche la colonna sonora dell'omonimo film concerto, registrato al Madison Square Garden di New York tra il 27 e il 29 luglio 1973, durante la tournée per la promozione dell'album Houses of the Holy.
Tra i brani inclusi ci sono Stairway to Heaven che Jimmy Page suona con una Gibson EDS-1275, dotata di due manici, uno a sei e l'altro a dodici corde, e Whole Lotta Love, che presenta l'aggiunta di un tributo a Boogie Chillen' di John Lee Hooker e l'uso del theremin; la versione di No Quarter ha un assolo al piano Fender Rhodes di John Paul Jones e Dazed and Confused dura quasi mezz'ora con dieci minuti di assolo di chitarra suonato con l'archetto di violino da Jimmy Page; l'assolo di batteria di John Bonham nel brano Moby Dick dura quasi 10 minuti.
Nel 2007 venne resa disponibile, in concomitanza con la riedizione del film, una nuova versione completamente rimasterizzata dell'album con l'aggiunta di varie canzoni inedite tra cui The Ocean e Over the Hills and Far Away. In seguito al successo di questa nuova versione l'Atlantic Records rese disponibile un box set composto da quattro vinili a 33 giri con doppia facciata, tra cui una versione in vinili bianchi in edizione limitata e prenotabile solo sul sito ufficiale del gruppo, che andò esaurita in poche ore.

## Tracce
L'edizione originale (1976) contiene 9 tracce per una durata totale di 99 minuti; la nuova edizione (2007) presenta invece 15 tracce per una durata totale di 130 minuti.

### Edizione del 1976
Disco 1
1. Rock and Roll - 4:03
2. Celebration Day - 3:49
3. The Song Remains the Same - 6:00
4. Rain Song - 8:25
5. Dazed and Confused - 26:53

Disco 2
1. No Quarter - 12:30
2. Stairway to Heaven - 10:58
3. Moby Dick - 12:47
4. Whole Lotta Love - 14:25

### Edizione del 2007
Disco 1
1. Rock And Roll - 3:56
2. Celebration Day - 3:37
3. Black Dog - 3:46
4. Over The Hills And Far Away - 6:11
5. Misty Mountain Hop - 4:43
6. Since I've Been Loving You - 8:24
7. No Quarter - 10:39
8. The Song Remains the Same - 5:40
9. Rain Song - 8:20
10. The Ocean - 5:13

Disco 2
1. Dazed and Confused - 29:18
2. Stairway to Heaven - 10:53
3. Moby Dick - 11:02
4. Heartbreaker - 6:20
5. Whole Lotta Love - 13:52

## Formazione
- Robert Plant – voce
- Jimmy Page – chitarra
- John Paul Jones – basso, tastiere
- John Bonham – batteria